# Sigišoara
Sigišoara (rum. Sighișoara, njemački: Schäßburg, latinski: Castrum Sex, mađarski: Segesvár) je grad u istoimenoj rumunjskoj općini, na rijeci Târnava Mare u županiji Mureș, povijesna pokrajina Transilvanija (Rumunjska). Povijesno središte grada sa saskom citadelom iz 12. stoljeća je 1999. godine upisano na UNESCO-ov popis mjesta svjetske baštine u Europi kao primjer 850 godina povijesti i kulture transilvanijskih Sasa.

## Povijest
Tijekom 12. stoljeća mađarski kralj je pozvao njemačke obrtnike i trgovce iz rajnske oblasti da se nasele u području Transilvanije koja je tada bila na granici Mađarskog kraljevstva. Kroničar Krauss navodi naselje na mjestu današnjeg Sighiṣoara 1191. godine. Do 1280. grad je bio poznat pod imenom Castrum Sex ("Utvrda Sasa"), a već 1298. godine pod saskim imenom Schespurch tj. Schaesbrich.
Kasnije 1337. godine grad je postao važno srednjovjekovno kraljevsko središte koje 1367. godine dobiva status grada kao Civitas de Segusvar.
U gradu je Vlad II. Drakul proveo izbjeglištvo prije no što je postao vlaški vojvoda. Tu je, po dozvoli cara Žigmunda Luksemburškog dao kovati svoj novac (na što su inače monopol imali mađarski kraljevi), i izdao je povelju u kojoj koristi rumunjsko ime grada, Sighișoara. Tu mu se rodio i njegov slavni sin Vlad III. Drakula.
Grad je stoljećima bio glavni grad Transilvanije i imao je važnu ulogu kao trgovački grad na granici Srednje Europe. Mnogi umjetnici i majstori iz cijelog Svetog Rimskog Carstva su dolazili na poziv bogatih njemačkih trgovaca i obrtnika kako bi gradili gradske fortifikacije i ukrašavali njegove građevine. Pretpostavlja se da je Sighișoara tijekom 16. i 17. stoljeća imao oko 15 cehova i 20 različitih vrsta obrtnika. Između ostalih, barokni kipar Elias Nicolai je živio u gradu.
Od 1606. do 1666. godine, gradski kroničar Georg Kraus je zabilježio više vojnih okupacija, požara i pošasti koje su poharale grad. God. 1631., u Sighișoari je izabran Juraj I. Rákóczi za kneza Transilvanije, ali i kralja Mađarske. 
Tijekom mađarske revolucije 1849. godine, kod Sighişoara se odigrala važna bitka (Segesvárska bitka) između mađarske transilvanijske vojske i ruske vojske. Nakon što su Rusi pobijedili, dali su 1852. godine podići spomenik svome vojskovođi, generalu Skaratinu, koji je poginuo u bitci. Vjeruje se da je u bitci poginuo i mađarski pjesnik i revolucionar Sándor Petőfi.
Nakon Prvog svjetskog rata, Sighișoaru je, zajedno s cijelom Transilvanijom, Austro-Ugarska morala prepustiti Kraljevini Rumunjskoj.

## Kultura
- Festival ProEtnica, festival nacionalnih manjina

## Znamenitosti
Sighişoara ima izvrsno sačuvano povijesno središte s citadelom iz 12. stoljeća, i jedan je od rijetkih istočno europskih utvrđenih srednjovjekovnih gradova čije je središte još uvijek naseljeno. Stari grad čine dva dijela:
- Gornji grad poznat kao Citadela (Cetate) kojime dominira sat-toranj iz 13. stoljeća visok 64 metra, koji je danas Muzej povijesti. Saska citadela je naseljena, a njen dio je pretvoren u Muzej oružja s izlošcima srednjovjekovnog oružja. Crkva na brdu je izgrađena na mjestu rimske utvrde, na obronku brda. Oslikana je mnogim freskama i sadrži kriptu. Pored nje se nalazi luteransko groblje mnogih Nijemaca. Tu je i rodna kuća Vlada Tepeša ispred koje stoji njegova bista.
- Donji grad u dolini rijeke Târnava Mare. Mnoge građevine imaju odlike obrtničkih vila, poput "Mletačke kuće" i "Kuće s rogovima". Natkriveno staro stubište s drvenim krovom vodi od Donjeg grada do Crkve na brdu i groblja, a izgrađeno je 1642. godine kako bi učenici mogli doći iz grada do škole na brdu.

- Model Starog grada
- Ulaz u Stari grad
- Natkrivene stube
- Natkriveno stubište iznutra
- Sat-toranj na citadeli
- Pravoslavna katedrala sv. Trojstva
- Kuća s rogovima noću
- Stare kuće u središtu
- Stare kuće u ul. Morii
- Katolička crkva u Sighişoari
- Evangelistička crkva u Hetiuru

## Stanovništvo
Po popisu stanovništva iz 2002. godine grad je imao 32.287 stanovnika, a 2007. godine 32.570 stanovnika dok je prosječna gustoća naseljenosti 287 stan/km2.
- Rumunji: (76,06%)
- Mađari: (18,36%)
- Romi: (3,51%)
- Nijemci: (1,92%)

### Slavni stanovnici
- Vlad III. Drakula (1431. – 1476.), vlaški knez i borac protiv Turaka
- Michael von Melas (1729. – 1809.), transilvanijski maršal Austrijskog Carstva
- Hermann Oberth (1894. – 1989.), njemački fizičar i inženjer, kojega mnogi smatraju jednim od začetnika raketarstva i astronautike
- Anca Petrescu (1949.-), arhitektica Palače parlamenta u Bukureštu

## Gradovi prijatelji
- Baden, Švicarska
- Blois, Francuska
- Città di Castello, Italija
- Dinkelsbühl, Njemačka
- Kiskunfélegyháza, Mađarska

## Vanjske poveznice
- Službena stranica županije Mureş  Arhivirana inačica izvorne stranice od 7. srpnja 2011. (Wayback Machine)
- 360° panoramske slike Sighişoara - 1. dio  Arhivirana inačica izvorne stranice od 14. listopada 2007. (Wayback Machine) i 2. dio  Arhivirana inačica izvorne stranice od 20. listopada 2007. (Wayback Machine)
- Galerija fotografija festivala srednovjekovlja

### Ostali projekti
|  | Zajednički poslužitelj ima još gradiva o temi Sighișoara |